# Ahrvid Engholm
Ahrvid Engholm, (folkbokförd Arvid Jonas Engholm), född 6 januari 1959, är en svensk science fiction-författare.  Hans skönlitterära bokdebut kom med novellsamlingen Mord på månen 2007. Han har skrivit för olika tidskrifter som DAST Magazine och föredrar att skriva kortare texter som noveller.
Engholm är aktiv i svensk science fiction-fandom.